# Cytheridella alosa
Cytheridella alosa är en kräftdjursart som först beskrevs av Tressler 1939.  Cytheridella alosa ingår i släktet Cytheridella och familjen Limnocytheridae. Inga underarter finns listade i Catalogue of Life.